# Espectrofotòmetre

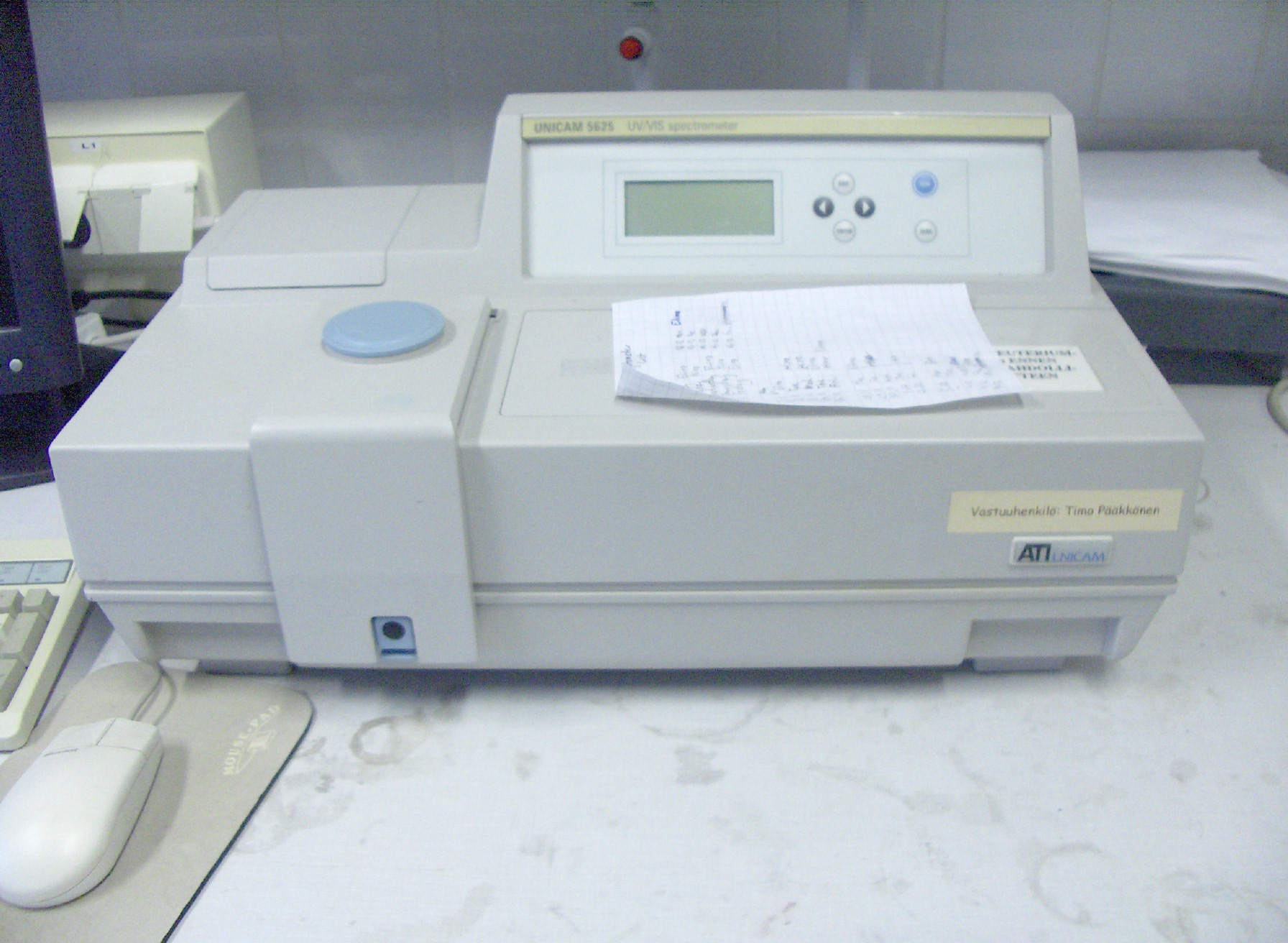
Un espectrofotòmetre

Un  espectrofotòmetre  és un aparell de mesura usat en la física òptica que serveix per mesurar, en funció de la longitud d'ona, la relació entre valors d'una mateixa magnitud fotomètrica relatius a dos feixos de radiacions. També és utilitzat en els laboratoris de química per a la quantificació de substàncies i microorganismes. Hi ha diversos tipus d'espectrofotòmetres, poden ser d'absorció atòmica o espectrofotòmetres de massa.
Aquest instrument té la capacitat de projectar un feix de llum monocromàtica a través d'una mostra i mesurar la quantitat de llum que és absorbida per aquesta mostra. Això permet a l'operador realitzar dues funcions:
1. Informar sobre la naturalesa de la substància en la mostra
2. Indicar indirectament quina quantitat de la substància que ens interessa és present en la mostra

## Components

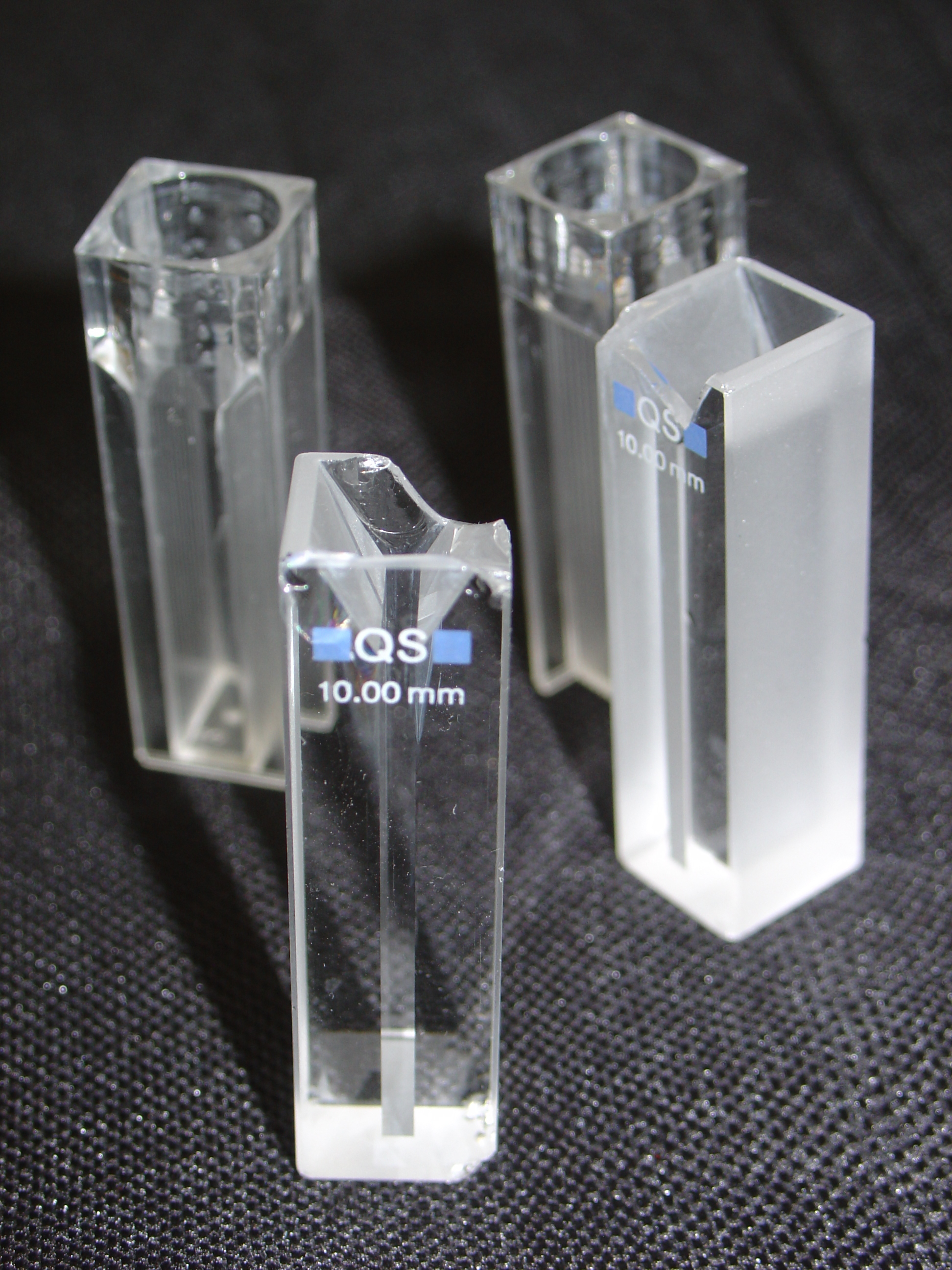
Cubetes d'espectofotometria. En un primer pla, dos de quars aptes per al treball amb llum ultraviolada, en segon pla, de plàstic, per colorimetria (és a dir, emprant llum visible).

### Font de llum
La font de llum que il·lumina la mostra ha de complir amb les següents condicions: estabilitat, direccionabilitat, distribució d'energia espectral contínua i llarga vida. Les fonts emprades són: llum de wolframi (també anomenat tungstè), llum d'arc de xenó i llum de deuteri que és utilitzada en els laboratoris atòmics.

### Monocromador
El monocromador aïlla les radiacions de longitud d'ona desitjada que incideixen o es reflecteixen des del conjunt, s'usa per obtenir llum monocromàtica. Està constituït per les escletxes d'entrada i sortida, col·limadors i l'element de dispersió.
El col·limador se situa entre l'escletxa d'entrada i sortida. És un lent que porta el feix de llum que entra amb una determinada longitud d'ona cap a un prisma el qual separa totes les longituds d'ona d'aquest feix i la longitud desitjada es dirigeix cap altra lent que adreça aquest fes cap a l'escletxa de sortida.

### Compartiment de mostra
És on té lloc la interacció, REM amb la matèria (s'ha de produir on no hi hagi absorció ni dispersió de les longituds d'ona). És important destacar, que durant aquest procés, s'aplica la llei de Lambert-Beer en la seva màxima expressió, d'acord amb les seves lleis d'absorció, pel que fa al pas de la molècula de fonamental -excitat.

### Detector
El detector, és qui detecta una radiació i al seu torn ho deixa en evidència, per a posterior estudi. N'hi ha de dos tipus: Els que responen a fotons i els que responen a la calor

### Registrador
Converteix el fenomen físic, en nombres proporcionals a l'anàlit en qüestió.

### Fotodetectors
En els instruments moderns hi ha una sèrie de 16 fotodetectors per a percebre el senyal en forma simultània en 16 longituds d'ona, cobrint l'espectre visible. Això redueix el temps de mesura, i minimitza les parts mòbils de l'equip.